# Emergency Room – Die Notaufnahme/Episodenliste
Diese Episodenliste bietet einen tabellarischen Überblick über alle Episoden der US-amerikanischen Fernsehserie Emergency Room – Die Notaufnahme. Zwischen 1994 und 2009 entstanden in 15 Staffeln insgesamt 331 Episoden. Die Laufzeit des Pilotfilms (Episode 1) und der finalen Episode beträgt je 90 Minuten, die der anderen Episoden gewöhnlich 45 Minuten. Episode 288, Ehrenwort (I Don’t, Staffel 13), dauert – zumindest in der deutschen DVD-Version – etwa fünf Minuten länger.

## Übersicht
|     |     | Vereinigte Staaten (NBC) | Vereinigte Staaten (NBC) | Vereinigte Staaten (NBC) | Vereinigte Staaten (NBC)    | Deutschland (ProSieben) | Deutschland (ProSieben) | Deutschland (ProSieben) | Deutschland (ProSieben) | Deutschland (ProSieben) |
| St. | Ep. | Beginn                   | Ende                     | Reichweite               | Rang in den Nielsen Ratings | Beginn                  | Ende                    | Reichweite (ab 3 J.)    | Marktanteil (ab 3 J.)   | Marktanteil (14–49 J.)  |
| --- | --- | ------------------------ | ------------------------ | ------------------------ | --------------------------- | ----------------------- | ----------------------- | ----------------------- | ----------------------- | ----------------------- |
| 1   | 25  | 19. Sep. 1994            | 18. Mai 1995             | 28,9 Mio.                | 02                          | 30. Okt. 1995           | 6. Mai 1996             | 2,49 Mio.               | 8,0 %                   |                         |
| 2   | 22  | 21. Sep. 1995            | 16. Mai 1996             | 32,0 Mio.                | 01                          | 13. Mai 1996            | 15. Okt. 1996           | 2,52 Mio.               | 9,4 %                   |                         |
| 3   | 22  | 26. Sep. 1996            | 15. Mai 1997             | 30,7 Mio.                | 01                          | 2. Sep. 1997            | 20. Jan. 1998           | 2,64 Mio.               | 8,4 %                   |                         |
| 4   | 22  | 25. Sep. 1997            | 14. Mai 1998             | 30,0 Mio.                | 02                          | 7. Okt. 1998            | 17. März 1999           | 2,42 Mio.               | 7,5 %                   |                         |
| 5   | 22  | 24. Sep. 1998            | 20. Mai 1999             | 25,4 Mio.                | 01                          | 22. Feb. 2000           | 20. Juni 2000           | 2,17 Mio.               | 7,5 %                   |                         |
| 6   | 22  | 30. Sep. 1999            | 18. Mai 2000             | 24,9 Mio.                | 04                          | 6. Feb. 2001            | 19. Juni 2001           | 2,62 Mio.               | 8,8 %                   |                         |
| 7   | 22  | 12. Okt. 2000            | 17. Mai 2001             | 22,4 Mio.                | 02                          | 18. Sep. 2001           | 29. Jan. 2002           | 2,33 Mio.               | 7,6 %                   |                         |
| 8   | 22  | 27. Sep. 2001            | 16. Mai 2002             | 22,1 Mio.                | 03                          | 3. Sep. 2002            | 11. Feb. 2003           | 2,35 Mio.               |                         | 14,4 %                  |
| 9   | 22  | 26. Sep. 2002            | 15. Mai 2003             | 20,0 Mio.                | 07                          | 3. Sep. 2003            | 3. März 2004            | 1,50 Mio.               | 9,9 %                   |                         |
| 10  | 22  | 25. Sep. 2003            | 13. Mai 2004             | 19,5 Mio.                | 08                          | 19. Okt. 2004           | 22. März 2005           |                         |                         | 13,6 %                  |
| 11  | 22  | 23. Sep. 2004            | 19. Mai 2005             | 15,4 Mio.                | 16                          | 10. Jan. 2006           | 23. Mai 2006            |                         |                         | 10,8 %                  |
| 12  | 22  | 22. Sep. 2005            | 18. Mai 2006             | 12,2 Mio.                | 30                          | 30. Mai 2006            | 22. Aug. 2006           |                         |                         | 10,9 %                  |
| 13  | 23  | 21. Sep. 2006            | 17. Mai 2007             | 11,5 Mio.                | 31                          | 4. Apr. 2007            | 29. Aug. 2007           |                         |                         | 10,6 %                  |
| 14  | 19  | 27. Sep. 2007            | 15. Mai 2008             | 09,2 Mio.                | 54                          | 23. Apr. 2008           | 27. Aug. 2008           |                         |                         | 08,9 %                  |
| 15  | 22  | 25. Sep. 2008            | 2. Apr. 2009             | 09,1 Mio.                | 42                          | 18. März 2009           | 19. Aug. 2009           | 1,20 Mio.               | 6,0 %                   | 10,4 %                  |

## Staffel 1
Handlungszusammenfassung: Zu den Hauptthemen der ersten Staffel gehören das Arbeitsverhältnis zwischen dem Assistenzarzt Dr. Peter Benton und dem neuen Medizinstudenten John Carter sowie dessen Wettstreit mit seiner Kollegin Jing-Mei Chen. Eingegangen wird auch auf die Beziehung zwischen Dr. Ross und Krankenschwester Hathaway, die einen Selbstmordversuch überlebt. Weiterhin werden Greenes Bemühungen um den Erhalt seiner Ehe und um die Fürsorge für seine Tochter gezeigt. Die Staffel thematisiert außerdem die gegenüber Dr. Lewis erhobenen Inkompetenz-Vorwürfe und die privaten Probleme mit ihrer Schwester.
| Nr. (ges.) | Nr. (St.) | Deutscher Titel              | Originaltitel               | Erstausstrahlung USA | Deutschsprachige Erstausstrahlung (D) | Regie                 | Drehbuch                                     |
| ---------- | --------- | ---------------------------- | --------------------------- | -------------------- | ------------------------------------- | --------------------- | -------------------------------------------- |
| 1          | 1         | Der erste Tag                | 24 Hours                    | 19. Sep. 1994        | 30. Okt. 1995                         | Rod Holcomb           | Michael Crichton                             |
| 2          | 2         | Kommen und Gehen             | Day One                     | 22. Sep. 1994        | 6. Nov. 1995                          | Mimi Leder            | John Wells                                   |
| 3          | 3         | Willkommen zu Hause          | Going Home                  | 29. Sep. 1994        | 13. Nov. 1995                         | Mark Tinker           | Lydia Woodward                               |
| 4          | 4         | Flucht nach vorn             | Hit and Run                 | 6. Okt. 1994         | 20. Nov. 1995                         | Mimi Leder            | Paul Manning                                 |
| 5          | 5         | Gezählte Stunden             | Into That Good Night        | 13. Okt. 1994        | 27. Nov. 1995                         | Charles Haid          | Robert Nathan                                |
| 6          | 6         | Ein heißer Tag im Herbst     | Chicago Heat                | 20. Okt. 1994        | 4. Dez. 1995                          | Elodie Keene          | John Wells, Idee: Neal Baer                  |
| 7          | 7         | Das Stipendium               | Another Perfect Day         | 3. Nov. 1994         | 11. Dez. 1995                         | Vern Gillum           | Lydia Woodward, Idee: Lance Gentile          |
| 8          | 8         | 9 1/2 Stunden                | 9 1/2 Hours                 | 10. Nov. 1994        | 18. Dez. 1995                         | James Hayman          | Robert Nathan                                |
| 9          | 9         | Ganz im Vertrauen            | ER Confidential             | 17. Nov. 1994        | 8. Jan. 1996                          | Daniel Sackheim       | Paul Manning                                 |
| 10         | 10        | Die Ruhe vor dem Sturm       | Blizzard                    | 8. Dez. 1994         | 15. Jan. 1996                         | Mimi Leder            | Lance Gentile, Idee: Neal Baer, Paul Manning |
| 11         | 11        | Das Geschenk                 | The Gift                    | 15. Dez. 1994        | 22. Jan. 1996                         | Félix Enríquez Alcalá | Neal Baer                                    |
| 12         | 12        | Auf ein Neues                | Happy New Year              | 5. Jan. 1995         | 29. Jan. 1996                         | Charles Haid          | Lydia Woodward                               |
| 13         | 13        | Alans Welt ist bunt          | Luck of the Draw            | 12. Jan. 1995        | 5. Feb. 1996                          | Rod Holcomb           | Paul Manning                                 |
| 14         | 14        | Das Jahr des Schweins        | Long Day’s Journey          | 19. Jan. 1995        | 12. Feb. 1996                         | Anita Addison         | Robert Nathan                                |
| 15         | 15        | Schleichendes Gift           | Feb 5, ’95                  | 2. Feb. 1995         | 19. Feb. 1996                         | James Hayman          | John Wells                                   |
| 16         | 16        | Die Anatomie des Hundes      | Make of Two Hearts          | 9. Feb. 1995         | 26. Feb. 1996                         | Mimi Leder            | Lydia Woodward                               |
| 17         | 17        | Die Geburtstagsparty         | The Birthday Party          | 16. Feb. 1995        | 4. März 1996                          | Elodie Keene          | John Wells                                   |
| 18         | 18        | Genie und Wahnsinn           | Sleepless in Chicago        | 23. Feb. 1995        | 11. März 1996                         | Christopher Chulack   | Paul Manning                                 |
| 19         | 19        | Schwarzer Tag                | Love’s Labor Lost           | 9. März 1995         | 18. März 1996                         | Mimi Leder            | Lance Gentile                                |
| 20         | 20        | Nacht der Frauen             | Full Moon, Saturday Night   | 30. März 1995        | 25. März 1996                         | Donna Deitch          | Neal Baer                                    |
| 21         | 21        | Das Tribunal                 | House of Cards              | 6. Apr. 1995         | 1. Apr. 1996                          | Fred Gerber           | Tracey Stern                                 |
| 22         | 22        | Der Mensch denkt, Gott lenkt | Men Plan, God Laughs        | 27. Apr. 1995        | 15. Apr. 1996                         | Christopher Chulack   | Robert Nathan                                |
| 23         | 23        | Gegen die Spielregeln        | Love Among the Ruins        | 4. Mai 1995          | 22. Apr. 1996                         | Fred Gerber           | Paul Manning                                 |
| 24         | 24        | Mütter                       | Motherhood                  | 11. Mai 1995         | 29. Apr. 1996                         | Quentin Tarantino     | Lydia Woodward                               |
| 25         | 25        | Rückzugsgefechte             | Everything Old Is New Again | 18. Mai 1995         | 6. Mai 1996                           | Mimi Leder            | John Wells                                   |

## Staffel 2
Handlungszusammenfassung: Die Hauptaugenmerke der zweiten Staffel liegen unter anderem auf Carters Lernprozess bei der Patientenbehandlung und auf dessen Romanze zu einer Medizinstudentin. Erzählt wird auch die Liebesbeziehung zwischen Carol Hathaway und einem Sanitäter, die unter den Einfluss des Todes eines seiner Berufspartner gerät. Themen sind zudem Dr. Ross’ Verhältnis zu seinem Vater und Meinungsverschiedenheiten, in die er mit seinen Kollegen gerät und die seine Arbeitsstelle gefährden. Des Weiteren konzentriert sich die Staffel auf die in eine mütterliche Rolle gelangte Lewis, auf die durch die neue Ärztin Dr. Weaver hervorgerufenen Streitigkeiten und auf Greenes zerbrechende Ehe. In den Mittelpunkt gerückt wird auch ein ethischer Konflikt, in den Dr. Benton bei der Teilnahme an einer Forschungsstudie gerät.
| Nr. (ges.) | Nr. (St.) | Deutscher Titel                  | Originaltitel               | Erstausstrahlung USA | Deutschsprachige Erstausstrahlung (D) | Regie                 | Drehbuch                                            |
| ---------- | --------- | -------------------------------- | --------------------------- | -------------------- | ------------------------------------- | --------------------- | --------------------------------------------------- |
| 26         | 1         | Willkommen daheim, Carter        | Welcome Back, Carter!       | 21. Sep. 1995        | 13. Mai 1996                          | Mimi Leder            | John Wells                                          |
| 27         | 2         | Frischer Wind                    | Summer Run                  | 28. Sep. 1995        | 20. Mai 1996                          | Eric Laneuville       | Lydia Woodward                                      |
| 28         | 3         | Der Tierfreund                   | Do One, Teach One, Kill One | 5. Okt. 1995         | 3. Juni 1996                          | Félix Enríquez Alcalá | Paul Manning                                        |
| 29         | 4         | Gift und Galle                   | What Life?                  | 12. Okt. 1995        | 10. Juni 1996                         | Dean Parisot          | Carol Flint                                         |
| 30         | 5         | Und raus bist du                 | And Baby Makes Two          | 19. Okt. 1995        | 18. Juni 1996                         | Lesli Linka Glatter   | Anne Kenney                                         |
| 31         | 6         | Quo vadis, Dr. Ross?             | Days Like This              | 2. Nov. 1995         | 25. Juni 1996                         | Mimi Leder            | Lydia Woodward                                      |
| 32         | 7         | Der Held des Tages               | Hell and High Water         | 9. Nov. 1995         | 2. Juli 1996                          | Christopher Chulack   | Neal Baer                                           |
| 33         | 8         | Die Gunst der Stunde             | The Secret Sharer           | 16. Nov. 1995        | 9. Juli 1996                          | Thomas Schlamme       | Paul Manning                                        |
| 34         | 9         | Luftschlösser                    | Home                        | 7. Dez. 1995         | 16. Juli 1996                         | Donna Deitch          | Tracey Stern                                        |
| 35         | 10        | Zeichen und Wunder               | A Miracle Happens Here      | 14. Dez. 1995        | 23. Juli 1996                         | Mimi Leder            | Carol Flint                                         |
| 36         | 11        | Die verlorenen Kinder            | Dead of Winter              | 4. Jan. 1996         | 30. Juli 1996                         | Whitney Ransick       | John Wells                                          |
| 37         | 12        | Barmherzige Lügen                | True Lies                   | 25. Jan. 1996        | 6. Aug. 1996                          | Lesli Linka Glatter   | Lance Gentile                                       |
| 38         | 13        | Wie man’s macht, ist es verkehrt | It’s Not Easy Being Greene  | 1. Feb. 1996         | 13. Aug. 1996                         | Christopher Chulack   | Paul Manning                                        |
| 39         | 14        | Das Gerücht                      | The Right Thing             | 8. Feb. 1996         | 20. Aug. 1996                         | Richard Thorpe        | Lydia Woodward                                      |
| 40         | 15        | Babyboom                         | Baby Shower                 | 15. Feb. 1996        | 27. Aug. 1996                         | Barnet Kellman        | Carol Flint, Idee: Carol Flint, Belinda Casas Wells |
| 41         | 16        | Höllenfeuer                      | The Healers                 | 22. Feb. 1996        | 3. Sep. 1996                          | Mimi Leder            | John Wells                                          |
| 42         | 17        | Der neue Dr. Greene              | The Match Game              | 28. März 1996        | 10. Sep. 1996                         | Thomas Schlamme       | Neal Baer                                           |
| 43         | 18        | Medizin vom Fließband            | A Shift in the Night        | 4. Apr. 1996         | 17. Sep. 1996                         | Lance Gentile         | Joe Sachs                                           |
| 44         | 19        | Der zweite Versuch               | Fire in the Belly           | 25. Apr. 1996        | 24. Sep. 1996                         | Félix Enríquez Alcalá | Paul Manning                                        |
| 45         | 20        | Fingerspitzengefühl              | Fevers of Unknown Origin    | 2. Mai 1996          | 1. Okt. 1996                          | Richard Thorpe        | Carol Flint                                         |
| 46         | 21        | Die große Leere                  | Take These Broken Wings     | 9. Mai 1996          | 8. Okt. 1996                          | Anthony Edwards       | Lydia Woodward                                      |
| 47         | 22        | Dr. John Carter                  | John Carter, M.D.           | 16. Mai 1996         | 15. Okt. 1996                         | Christopher Chulack   | John Wells                                          |

## Staffel 3
Handlungszusammenfassung: In der dritten Staffel wird gezeigt, wie Carter seine Assistenzarztzeit in Dr. Bentons chirurgischem Team beginnt und wie der Todesfall eines von Carters Kollegen sein Verhältnis zu Benton beeinflusst. Teil der Handlung ist zudem das Bemühen der HIV-positiven Jeanie Boulet, den Arbeitsalltag zu bestreiten. Dr. Ross’ Handlungsstränge drehen sich um eine oft wiederkehrende, drogenabhängige Patientin und um einen Jugendlichen, der den Wunsch hat zu sterben. Weitere Geschichten handeln von Carol Hathaways neuem Karriereplan, von der Schwangerschaft von Dr. Bentons Freundin und von Carters Liebesaffäre mit einer Kinderchirurgin. Fokussiert werden auch die enger werdende Freundschaft zwischen Dr. Greene und Dr. Lewis sowie Greenes Situation in einem Rassenkonflikt, der durch den Tod eines seiner Patienten ausbricht.
| Nr. (ges.) | Nr. (St.) | Deutscher Titel              | Originaltitel                              | Erstausstrahlung USA | Deutschsprachige Erstausstrahlung (D) | Regie                 | Drehbuch                                                          |
| ---------- | --------- | ---------------------------- | ------------------------------------------ | -------------------- | ------------------------------------- | --------------------- | ----------------------------------------------------------------- |
| 48         | 1         | Des Widerspenstigen Zähmung  | Dr. Carter, I Presume                      | 26. Sep. 1996        | 2. Sep. 1997                          | Christopher Chulack   | John Wells                                                        |
| 49         | 2         | Die Jagd ist eröffnet        | Let the Games Begin                        | 3. Okt. 1996         | 9. Sep. 1997                          | Tom Moore             | Lydia Woodward                                                    |
| 50         | 3         | Frag nichts, sag nichts      | Don’t Ask, Don’t Tell                      | 10. Okt. 1996        | 16. Sep. 1997                         | Perry Lang            | Jason Cahill, Idee: Paul Manning, Jason Cahill                    |
| 51         | 4         | Kein Trost für Dr. Ross      | Last Call                                  | 17. Okt. 1996        | 23. Sep. 1997                         | Rod Holcomb           | Samantha Howard Corbin, Idee: Carol Flint, Samantha Howard Corbin |
| 52         | 5         | Der eiskalte Atem            | Ghosts                                     | 31. Okt. 1996        | 30. Sep. 1997                         | Richard Thorpe        | Neal Baer                                                         |
| 53         | 6         | Flugangst                    | Fear of Flying                             | 7. Nov. 1996         | 7. Okt. 1997                          | Christopher Chulack   | Lance Gentile                                                     |
| 54         | 7         | Der eigenmächtige Dr. Benton | No Brain, No Gain                          | 14. Nov. 1996        | 14. Okt. 1997                         | David Nutter          | Paul Manning                                                      |
| 55         | 8         | Abschied                     | Union Station                              | 21. Nov. 1996        | 21. Okt. 1997                         | Tom Moore             | Carol Flint                                                       |
| 56         | 9         | Streng vertraulich           | Ask Me No Questions, I’ll Tell You No Lies | 12. Dez. 1996        | 28. Okt. 1997                         | Paris Barclay         | Barbara Hall, Idee: Neal Baer, Lydia Woodward                     |
| 57         | 10        | Mitarbeiter „X“              | Homeless for the Holidays                  | 19. Dez. 1996        | 4. Nov. 1997                          | Davis Guggenheim      | Samantha Howard Corbin                                            |
| 58         | 11        | In den Tod getrieben         | Night Shift                                | 16. Jan. 1997        | 11. Nov. 1997                         | Jonathan Kaplan       | Paul Manning                                                      |
| 59         | 12        | Post Mortem                  | Post Mortem                                | 23. Jan. 1997        | 18. Nov. 1997                         | Jacque Elaine Toberen | Carol Flint                                                       |
| 60         | 13        | Suspendiert                  | Fortune’s Fools                            | 30. Jan. 1997        | 25. Nov. 1997                         | Michael Katleman      | Jason Cahill                                                      |
| 61         | 14        | Ladykiller Dr. Greene        | Whose Appy Now                             | 6. Feb. 1997         | 2. Dez. 1997                          | Félix Enríquez Alcalá | Neal Baer                                                         |
| 62         | 15        | Wer Gewalt sät               | The Long Way Around                        | 13. Feb. 1997        | 9. Dez. 1997                          | Christopher Chulack   | Lydia Woodward                                                    |
| 63         | 16        | Der Wert des Lebens          | Faith                                      | 20. Feb. 1997        | 9. Dez. 1997                          | Jonathan Kaplan       | John Wells                                                        |
| 64         | 17        | Schwarz und weiß             | Tribes                                     | 10. Apr. 1997        | 16. Dez. 1997                         | Richard Thorpe        | Lance Gentile                                                     |
| 65         | 18        | Ein Skalpell zum Frühstück   | You Bet Your Life                          | 17. Apr. 1997        | 16. Dez. 1997                         | Christopher Chulack   | Paul Manning                                                      |
| 66         | 19        | Die wahre Berufung           | Calling Dr. Hathaway                       | 24. Apr. 1997        | 13. Jan. 1998                         | Paris Barclay         | Jason Cahill, Samantha Howard Corbin; Idee: Neal Baer             |
| 67         | 20        | Bittere Rache                | Random Acts                                | 1. Mai 1997          | 13. Jan. 1998                         | Jonathan Kaplan       | Carol Flint                                                       |
| 68         | 21        | Wünsch’ dir was              | Make A Wish                                | 8. Mai 1997          | 20. Jan. 1998                         | Richard Thorpe        | Lydia Woodward, Idee: Joe Sachs                                   |
| 69         | 22        | Beruf und Berufung           | One More for the Road                      | 15. Mai 1997         | 20. Jan. 1998                         | Christopher Chulack   | John Wells                                                        |

## Staffel 4
Handlungszusammenfassung: Eine Geschichte der vierten Staffel handelt von der zur Interimschefin der Notfallmedizin beförderten Dr. Weaver, die zur Lösung von Budgetproblemen eine Notaufnahme-Managementfirma engagiert. Eine andere Geschichte dreht sich um die wieder entstehende Liebe zwischen Hathaway und Ross, welcher währenddessen versucht an einen Posten als pädiatrischer Oberarzt zu gelangen. Betrachtet wird auch Dr. Greenes emotionale Situation, die sich destabilisiert hat, nachdem er angegriffen wurde, sowie die Beziehung zu seinen Eltern. Im Mittelpunkt stehen auch Jeanie Boulets Kampf um ihre Arbeitsstelle, die Freundschaft zwischen der neuen Kinderärztin Dr. Del Amico und Carter sowie das Schicksal von Carters drogensüchtigem Cousin. Zudem betrachtet die vierte Staffel die berufliche Tätigkeit der neuen Chirurgin Dr. Elizabeth Corday, die dem ebenfalls neuen Chirurg Dr. Romano unterstellt ist.
| Nr. (ges.) | Nr. (St.) | Deutscher Titel             | Originaltitel                  | Erstausstrahlung USA | Deutschsprachige Erstausstrahlung (D) | Regie                 | Drehbuch                     |
| ---------- | --------- | --------------------------- | ------------------------------ | -------------------- | ------------------------------------- | --------------------- | ---------------------------- |
| 70         | 1         | Vorsicht, Kamera!           | Ambush                         | 25. Sep. 1997        | 7. Okt. 1998                          | Thomas Schlamme       | Carol Flint                  |
| 71         | 2         | Ganz was Neues              | Something New                  | 2. Okt. 1997         | 14. Okt. 1998                         | Christopher Chulack   | Lydia Woodward               |
| 72         | 3         | Feuerzauber                 | Friendly Fire                  | 9. Okt. 1997         | 21. Okt. 1998                         | Félix Enríquez Alcalá | Walon Green                  |
| 73         | 4         | Der Übervater               | When the Bough Breaks          | 16. Okt. 1997        | 28. Okt. 1998                         | Richard Thorpe        | Jack Orman                   |
| 74         | 5         | Aller Anfang ist schwer     | Good Touch, Bad Touch          | 30. Okt. 1997        | 4. Nov. 1998                          | Jonathan Kaplan       | David Mills                  |
| 75         | 6         | Wahre Freunde in der Not    | Ground Zero                    | 6. Nov. 1997         | 11. Nov. 1998                         | Darnell Martin        | Samantha Howard Corbin       |
| 76         | 7         | Väter und Söhne             | Fathers And Sons               | 13. Nov. 1997        | 18. Nov. 1998                         | Christopher Chulack   | John Wells                   |
| 77         | 8         | Eine Laune der Natur        | Freak Show                     | 20. Nov. 1997        | 25. Nov. 1998                         | Darnell Martin        | Neal Baer                    |
| 78         | 9         | Eine Hand wäscht die andere | Obstruction of Justice         | 11. Dez. 1997        | 2. Dez. 1998                          | Richard Thorpe        | Lance Gentile                |
| 79         | 10        | Der Wunderheiler            | Do You See What I See?         | 18. Dez. 1997        | 9. Dez. 1998                          | Sarah Pia Anderson    | Jack Orman, Idee: Linda Gase |
| 80         | 11        | Warme Gedanken              | Think Warm Thoughts            | 8. Jan. 1998         | 16. Dez. 1998                         | Charles Haid          | David Mills                  |
| 81         | 12        | Teuflische Sucht            | Sharp Relief                   | 15. Jan. 1998        | 6. Jan. 1999                          | Christopher Chulack   | Samantha Howard Corbin       |
| 82         | 13        | Carters Entscheidung        | Carter’s Choice                | 29. Jan. 1998        | 13. Jan. 1999                         | John Wells            | John Wells                   |
| 83         | 14        | Bittere Wahrheit            | Family Practice                | 5. Feb. 1998         | 20. Jan. 1999                         | Charles Haid          | Carol Flint                  |
| 84         | 15        | Gefährliche Explosion       | Exodus                         | 26. Feb. 1998        | 27. Jan. 1999                         | Christopher Chulack   | Walon Green, Joe Sachs       |
| 85         | 16        | Die Überdosis               | My Brother’s Keeper            | 5. März 1998         | 3. Feb. 1999                          | Jaque Elaine Toberen  | Jack Orman                   |
| 86         | 17        | Aus der Übung               | A Bloody Mess                  | 9. Apr. 1998         | 10. Feb. 1999                         | Richard Thorpe        | Linda Gase                   |
| 87         | 18        | Kompetenzgerangel           | Gut Reaction                   | 16. Apr. 1998        | 17. Feb. 1999                         | TR Babu Subramaniam   | Neal Baer                    |
| 88         | 19        | Sinnloser Terror            | Shades Of Gray                 | 23. Apr. 1998        | 24. Feb. 1999                         | Lance Gentile         | Samantha Howard Corbin       |
| 89         | 20        | Fehler der Vergangenheit    | Of Past Regret and Future Fear | 30. Apr. 1998        | 3. März 1999                          | Anthony Edwards       | Jack Orman                   |
| 90         | 21        | Der Störenfried             | Suffer the Little Children     | 7. Mai 1998          | 10. März 1999                         | Christopher Misiano   | Walon Green                  |
| 91         | 22        | Liebesdienst mit Folgen     | A Hole in the Heart            | 14. Mai 1998         | 17. März 1999                         | Lesli Linka Glatter   | Lydia Woodward               |

## Staffel 5
Handlungszusammenfassung: Die fünfte Staffel zeigt den zum Oberarzt beförderten Dr. Ross, wie er in einem Fall von Sterbehilfe seine Kompetenzen überschreitet und als eine Folge davon seine Arbeitsstelle kündigt. Damit einhergehend wird seine Beziehung mit Carol Hathaway thematisiert. Teil der Handlung ist auch das Arbeitsverhältnis zwischen der neuen Medizinstudentin Lucy Knight und Carter. Des Weiteren beschäftigen sich die Episoden mit Dr. Benton und seiner Sorge um seinen hörgeschädigten Sohn, seiner Liebesbeziehung mit Dr. Corday und seiner Bewerbung um eine Fortbildung in der Traumatologie. Andere Geschichten handeln von Jeanie Boulets Freundschaft mit einem Polizisten, von Greenes Vergangenheitsbewältigung und von Weavers Versuchen, ihre leiblichen Eltern zu finden.
| Nr. (ges.) | Nr. (St.) | Deutscher Titel         | Originaltitel                  | Erstausstrahlung USA | Deutschsprachige Erstausstrahlung (D) | Regie                 | Drehbuch                                                        |
| ---------- | --------- | ----------------------- | ------------------------------ | -------------------- | ------------------------------------- | --------------------- | --------------------------------------------------------------- |
| 92         | 1         | Der falsche Eindruck    | Day For Knight                 | 24. Sep. 1998        | 22. Feb. 2000                         | Christopher Chulack   | Lydia Woodward                                                  |
| 93         | 2         | Ein echtes Naturtalent  | Split Second                   | 1. Okt. 1998         | 29. Feb. 2000                         | Christopher Misiano   | Carol Flint                                                     |
| 94         | 3         | Der Pferdedoktor        | They Treat Horses, Don’t They? | 8. Okt. 1998         | 7. März 2000                          | TR Babu Subramaniam   | Walon Green                                                     |
| 95         | 4         | Auge um Auge            | Vanishing Act                  | 15. Okt. 1998        | 14. März 2000                         | Lesli Linka Glatter   | Jack Orman                                                      |
| 96         | 5         | Außer Kontrolle         | Masquerade                     | 29. Okt. 1998        | 21. März 2000                         | Steve De Jarnatt      | Samantha Howard Corbin, Idee: Joe Sachs, Samantha Howard Corbin |
| 97         | 6         | Die Unzertrennlichen    | Stuck on You                   | 5. Nov. 1998         | 28. März 2000                         | David Nutter          | Neal Baer, Idee: Neal Baer, Linda Gase                          |
| 98         | 7         | Kind nach Wunsch        | Hazed and Confused             | 12. Nov. 1998        | 4. Apr. 2000                          | Jonathan Kaplan       | David Mills, Idee: David Mills, Carol Flint                     |
| 99         | 8         | Ein guter Kampf         | The Good Fight                 | 19. Nov. 1998        | 11. Apr. 2000                         | Christopher Chulack   | Jack Orman                                                      |
| 100        | 9         | Kalte Kinderwelt        | Good Luck, Ruth Johnson        | 10. Dez. 1998        | 18. Apr. 2000                         | Rod Holcomb           | Lydia Woodward                                                  |
| 101        | 10        | Ein Werkzeug Gottes     | The Miracle Worker             | 17. Dez. 1998        | 25. Apr. 2000                         | Lesli Linka Glatter   | Paul Manning                                                    |
| 102        | 11        | Wer ist Amanda Lee?     | Nobody Doesn’t Like Amanda Lee | 7. Jan. 1999         | 2. Mai 2000                           | Richard Thorpe        | Linda Gase                                                      |
| 103        | 12        | Die NASA ruft           | Double Blind                   | 21. Jan. 1999        | 9. Mai 2000                           | Dave Charmeides       | Carol Flint                                                     |
| 104        | 13        | Moralische Erpressung   | Choosing Joi                   | 4. Feb. 1999         | 16. Mai 2000                          | Christopher Chulack   | Lydia Woodward                                                  |
| 105        | 14        | Der Sturm (Teil 1)      | The Storm (Part I)             | 11. Feb. 1999        | 23. Mai 2000                          | John Wells            | John Wells                                                      |
| 106        | 15        | Der Sturm (Teil 2)      | The Storm (Part II)            | 18. Feb. 1999        | 23. Mai 2000                          | Christopher Chulack   | John Wells                                                      |
| 107        | 16        | Am Ende der Welt        | Middle of Nowhere              | 25. Feb. 1999        | 30. Mai 2000                          | Jonathan Kaplan       | Carol Flint, Neal Baer                                          |
| 108        | 17        | Böses Nachspiel         | Sticks and Stones              | 25. März 1999        | 30. Mai 2000                          | Félix Enríquez Alcalá | Joe Sachs                                                       |
| 109        | 18        | Schmerzhafte Erinnerung | Point of Origin                | 8. Apr. 1999         | 6. Juni 2000                          | Christopher Misiano   | Christopher Mack                                                |
| 110        | 19        | Göttliche Fügung        | Rites of Spring                | 29. Apr. 1999        | 6. Juni 2000                          | Jonathan Kaplan       | David Mills                                                     |
| 111        | 20        | Minuten der Dunkelheit  | Power                          | 6. Mai 1999          | 13. Juni 2000                         | Laura Innes           | Carol Flint                                                     |
| 112        | 21        | Ein Feind fürs Leben    | Responsible Parties            | 13. Mai 1999         | 13. Juni 2000                         | Christopher Chulack   | Jack Orman                                                      |
| 113        | 22        | Überraschung!           | Getting to Know You            | 20. Mai 1999         | 20. Juni 2000                         | Jonathan Kaplan       | Lydia Woodward                                                  |

## Staffel 6
Handlungszusammenfassung: Ein Thema der sechsten Staffel sind Carol Hathaways Schwangerschaft und die anschließende Bewältigung ihres beruflichen Alltags, der mit der Fürsorge für ihre Zwillinge in Konflikt gerät. Andere Geschichten drehen sich um die Patienten von zahlreichen neuen Ärzten, darunter Dr. Kovac und Dr. Finch. Thematisiert wird auch das Verhältnis zwischen Dr. Weaver und ihrem einstigen Mentor, einem zunehmend dement erscheinenden Oberarzt. Zudem beleuchtet die Staffel die Beziehung zwischen Dr. Greene und Dr. Corday, die unter den Einfluss von Greenes krankem Vater gerät. Weiterhin geht es um die Folgen eines Attentats, das für Lucy Knight tödlich endet und durch das Carter in der Folge rauschgiftsüchtig wird. Auch Cordays Arbeitsverhältnis mit Dr. Romano ist Thema.
| Nr. (ges.) | Nr. (St.) | Deutscher Titel            | Originaltitel                 | Erstausstrahlung USA | Deutschsprachige Erstausstrahlung (D) | Regie                 | Drehbuch             |
| ---------- | --------- | -------------------------- | ----------------------------- | -------------------- | ------------------------------------- | --------------------- | -------------------- |
| 114        | 1         | Der Judaslohn              | Leave It to Weaver            | 30. Sep. 1999        | 6. Feb. 2001                          | Jonathan Kaplan       | Lydia Woodward       |
| 115        | 2         | Letzte Ölung               | Last Rites                    | 7. Okt. 1999         | 6. Feb. 2001                          | Félix Enríquez Alcalá | Jack Orman           |
| 116        | 3         | Greenes Rivale             | Greene with Envy              | 14. Okt. 1999        | 13. Feb. 2001                         | Peter Markle          | Patrick Harbinson    |
| 117        | 4         | Die Sünden der Väter       | Sins of the Fathers           | 21. Okt. 1999        | 13. Feb. 2001                         | Ken Kwapis            | Doug Palau           |
| 118        | 5         | Folgenschwere Vertauschung | Truth & Consequences          | 4. Nov. 1999         | 20. Feb. 2001                         | Steve De Jarnatt      | R. Scott Gemmill     |
| 119        | 6         | Die Falle                  | The Peace of Wild Things      | 11. Nov. 1999        | 20. Feb. 2001                         | Richard Thorpe        | John Wells           |
| 120        | 7         | Vorsicht, Dr. Corday!      | Humpty Dumpty                 | 18. Nov. 1999        | 27. Feb. 2001                         | Jonathan Kaplan       | Neal Baer            |
| 121        | 8         | Zwillinge!                 | Great Expectations            | 25. Nov. 1999        | 27. Feb. 2001                         | Christopher Misiano   | Jack Orman           |
| 122        | 9         | Weihnachtsmänner           | How the Finch Stole Christmas | 16. Dez. 1999        | 6. März 2001                          | Fred Einesman         | Linda Gase           |
| 123        | 10        | Seines Bruders Hüter       | Family Matters                | 6. Jan. 2000         | 13. März 2001                         | Anthony Edwards       | Patrick Harbinson    |
| 124        | 11        | Trügerische Hoffnung       | The Domino Heart              | 13. Jan. 2000        | 20. März 2001                         | Lesli Linka Glatter   | Joe Sachs            |
| 125        | 12        | Abgründe                   | Abby Road                     | 3. Feb. 2000         | 27. März 2001                         | Richard Thorpe        | R. Scott Gemmill     |
| 126        | 13        | Für immer mein Herz        | Be Still My Heart             | 10. Feb. 2000        | 3. Apr. 2001                          | Laura Innes           | Lydia Woodward       |
| 127        | 14        | Die Tat eines Wahnsinnigen | All in the Family             | 17. Feb. 2000        | 10. Apr. 2001                         | Jonathan Kaplan       | Jack Orman           |
| 128        | 15        | Instinkt                   | Be Patient                    | 24. Feb. 2000        | 17. Apr. 2001                         | Ken Kwapis            | Sandy Kroopf         |
| 129        | 16        | Unter Kontrolle            | Under Control                 | 23. März 2000        | 8. Mai 2001                           | Christopher Misiano   | Neal Baer, Joe Sachs |
| 130        | 17        | Mit sofortiger Wirkung     | Viable Options                | 6. Apr. 2000         | 15. Mai 2001                          | Marita Grabiak        | Patrick Harbinson    |
| 131        | 18        | Ein schrecklicher Irrtum   | Match Made in Heaven          | 13. Apr. 2000        | 22. Mai 2001                          | Jonathan Kaplan       | R. Scott Gemmill     |
| 132        | 19        | Zeit des Abschieds         | The Fastest Year              | 27. Apr. 2000        | 29. Mai 2001                          | Richard Thorpe        | Lydia Woodward       |
| 133        | 20        | Ungeklärte Verhältnisse    | Loose Ends                    | 4. Mai 2000          | 5. Juni 2001                          | Kevin Hooks           | Neal Baer            |
| 134        | 21        | Die eine große Liebe       | Such Sweet Sorrow             | 11. Mai 2000         | 12. Juni 2001                         | John Wells            | John Wells           |
| 135        | 22        | May Day                    | May Day                       | 18. Mai 2000         | 19. Juni 2001                         | Jonathan Kaplan       | Jack Orman           |

## Staffel 7
Handlungszusammenfassung: Zu den Themen der siebten Staffel gehört die Beziehung zwischen Abby Lockhart, die ihr Medizinstudium abbricht und fortan als Krankenschwester arbeitet, und ihrer manisch-depressiven Mutter. Auch auf die Schwangerschaften von Dr. Corday und Dr. Chen und deren Einfluss auf ihr Berufsleben wird eingegangen. Andere Handlungsstränge erzählen von der Beziehung, die Dr. Kovac zu einem sterbenden Priester aufbaut und bei der Kovacs religiöser Glaube in Frage gestellt wird. Die Episoden handeln zudem von Bentons Liebesbeziehung mit Dr. Finch und seiner Kündigung durch Romano, von Dr. Weavers Liebesbeziehung mit einer Psychiaterin und von Dr. Greenes mentaler Situation, nachdem bei ihm ein Hirntumor diagnostiziert wurde.
| Nr. (ges.) | Nr. (St.) | Deutscher Titel           | Originaltitel           | Erstausstrahlung USA | Deutschsprachige Erstausstrahlung (D) | Regie                 | Drehbuch                       |
| ---------- | --------- | ------------------------- | ----------------------- | -------------------- | ------------------------------------- | --------------------- | ------------------------------ |
| 136        | 1         | Sport ist Mord            | Homecoming              | 12. Okt. 2000        | 18. Sep. 2001                         | Jonathan Kaplan       | Jack Orman                     |
| 137        | 2         | Warten auf ein Wunder     | Sand and Water          | 19. Okt. 2000        | 25. Sep. 2001                         | Christopher Misiano   | Jack Orman                     |
| 138        | 3         | Die Außerirdischen kommen | Mars Attacks            | 26. Okt. 2000        | 2. Okt. 2001                          | Paris Barclay         | R. Scott Gemmill               |
| 139        | 4         | Rufmord                   | Benton Backwards        | 2. Nov. 2000         | 9. Okt. 2001                          | Richard Thorpe        | Dee Johnson                    |
| 140        | 5         | Aus der Bahn geworfen     | Flight of Fancy         | 9. Nov. 2000         | 16. Okt. 2001                         | Lesli Linka Glatter   | Joe Sachs, Walon Green         |
| 141        | 6         | Der Besuch                | The Visit               | 16. Nov. 2000        | 23. Okt. 2001                         | Jonathan Kaplan       | John Wells                     |
| 142        | 7         | Überraschende Diagnosen   | Rescue Me               | 23. Nov. 2000        | 30. Okt. 2001                         | Christopher Chulack   | Neal Baer                      |
| 143        | 8         | Sündenfall                | The Dance We Do         | 7. Dez. 2000         | 6. Nov. 2001                          | Christopher Misiano   | Jack Orman                     |
| 144        | 9         | Das größte Geschenk       | The Greatest of Gifts   | 14. Dez. 2000        | 13. Nov. 2001                         | Jonathan Kaplan       | Elizabeth Hunter               |
| 145        | 10        | Schritt für Schritt       | Piece of Mind           | 4. Jan. 2001         | 20. Nov. 2001                         | David Nutter          | Tom Garrigus, R. Scott Gemmill |
| 146        | 11        | Mein ist die Rache        | Rock, Paper, Scissors   | 11. Jan. 2001        | 27. Nov. 2001                         | Jonathan Kaplan       | Dee Johnson                    |
| 147        | 12        | Der Alibi-Schwarze        | Surrender               | 1. Feb. 2001         | 4. Dez. 2001                          | Félix Enríquez Alcalá | Jack Orman                     |
| 148        | 13        | Dr. Greene and Mr. Hyde   | Thy Will Be Done        | 8. Feb. 2001         | 11. Dez. 2001                         | Richard Thorpe        | Meredith Stiehm                |
| 149        | 14        | Ein Spaziergang im Wald   | A Walk in the Woods     | 15. Feb. 2001        | 18. Dez. 2001                         | John Wells            | John Wells                     |
| 150        | 15        | Die Kreuzung              | The Crossing            | 22. Feb. 2001        | 8. Jan. 2002                          | Jonathan Kaplan       | Jack Orman                     |
| 151        | 16        | Hexenjagd                 | Witch Hunt              | 1. März 2001         | 8. Jan. 2002                          | Guy Norman Bee        | R. Scott Gemmill               |
| 152        | 17        | Tödliche Entscheidung     | Survival of the Fittest | 29. März 2001        | 15. Jan. 2002                         | Marita Grabiak        | Joe Sachs                      |
| 153        | 18        | Hochzeit mit Hindernissen | April Showers           | 19. Apr. 2001        | 15. Jan. 2002                         | Christopher Misiano   | Tom Garrigus                   |
| 154        | 19        | Tödliche Rituale          | Sailing Away            | 26. Jan. 2001        | 22. Jan. 2002                         | Laura Innes           | Jack Orman, Meredith Stiehm    |
| 155        | 20        | Auf eigenen Wunsch        | Fear of Commitment      | 3. Mai 2001          | 22. Jan. 2002                         | Anthony Edwards       | R. Scott Gemmill               |
| 156        | 21        | Das Leben ist ein Risiko  | Where the Heart Is      | 10. Mai 2001         | 29. Jan. 2002                         | Richard Thorpe        | Dee Johnson, Meredith Stiehm   |
| 157        | 22        | Gnadenloser Rachefeldzug  | Rampage                 | 17. Mai 2001         | 29. Jan. 2002                         | Jonathan Kaplan       | Jack Orman                     |

## Staffel 8
Handlungszusammenfassung: Die achte Staffel beginnt mit dem Tod der Mutter von Dr. Bentons Sohn; ein Sorgerechtsstreit ist die Folge. Ein Thema der Staffel sind die Rückkehr von Dr. Lewis und ihr Verhältnis zu Carter. Gezeigt werden die ersten Arbeitstage des Medizinstudenten Michael Gallant und des Assistenzarztes Gregory Pratt in der Notaufnahme. Behandelt wird zudem die zwischen Dr. Weaver und einer Feuerwehrfrau entstehende Liebesbeziehung. Außerdem wird gezeigt, wie es nach einer gescheiterten Notfallbehandlung zur Kündigung für Malucci und Chen kommt. Ein Streit zwischen den Nachbarn von Abby wird in mehreren Episoden thematisiert. Die zweite Staffelhälfte befasst sich besonders mit der Krebserkrankung Dr. Greenes, den damit einhergehenden gesundheitlichen Veränderungen und schließlich mit seinem Tod. Schlusspunkt der Staffel ist eine Ausnahmesituation, die durch eine Quarantäne der Notaufnahme ausgelöst wird.
| Nr. (ges.) | Nr. (St.) | Deutscher Titel              | Originaltitel                 | Erstausstrahlung USA | Deutschsprachige Erstausstrahlung (D) | Regie                  | Drehbuch                           |
| ---------- | --------- | ---------------------------- | ----------------------------- | -------------------- | ------------------------------------- | ---------------------- | ---------------------------------- |
| 158        | 1         | Vier Wahrheiten              | Four Corners                  | 27. Sep. 2001        | 3. Sep. 2002                          | Christopher Misiano    | Jack Orman, David Zabel            |
| 159        | 2         | Fehldiagnose                 | The Longer You Stay           | 4. Okt. 2001         | 10. Sep. 2002                         | Jonathan Kaplan        | Jack Orman                         |
| 160        | 3         | Das Aquarium-Manöver         | Blood, Sugar, Sex, Magic      | 11. Okt. 2001        | 17. Sep. 2002                         | Richard Thorpe         | R. Scott Gemmill, Elizabeth Hunter |
| 161        | 4         | Bauernopfer                  | Never Say Never               | 18. Okt. 2001        | 24. Sep. 2002                         | Félix Enríquez Alcalá  | Dee Johnson                        |
| 162        | 5         | Noch einmal von vorn         | Start All Over Again          | 25. Okt. 2001        | 1. Okt. 2002                          | Vondie Curtis-Hall     | Joe Sachs                          |
| 163        | 6         | Auf Schritt und Tritt        | Supplies and Demands          | 1. Nov. 2001         | 8. Okt. 2002                          | Jonathan Kaplan        | Meredith Stiehm                    |
| 164        | 7         | Der Todesengel               | If I Should Fall From Grace   | 8. Nov. 2001         | 15. Okt. 2002                         | Laura Innes            | R. Scott Gemmill                   |
| 165        | 8         | Fahrerflucht                 | Partly Cloudy, Chance of Rain | 15. Nov. 2001        | 22. Okt. 2002                         | David Nutter           | Jack Orman                         |
| 166        | 9         | Quo vadis?                   | Quo Vadis?                    | 22. Nov. 2001        | 29. Okt. 2002                         | Richard Thorpe         | Joe Sachs, David Zabel             |
| 167        | 10        | Entscheidung zu Weihnachten  | I’ll Be Home for Christmas    | 13. Dez. 2001        | 5. Nov. 2002                          | Jonathan Kaplan        | Dee Johnson, Meredith Stiehm       |
| 168        | 11        | Unfreiwilliges Wiedersehen   | Beyond Repair                 | 10. Jan. 2002        | 12. Nov. 2002                         | Alan J. Levi           | Jack Orman, R. Scott Gemmill       |
| 169        | 12        | Selbstmord oder Hinrichtung? | A River in Egypt              | 17. Jan. 2002        | 19. Nov. 2002                         | Jesus Salvador Trevino | David Zabel                        |
| 170        | 13        | Schicksalsschlag für Greene  | Damage Is Done                | 31. Jan. 2002        | 26. Nov. 2002                         | Nelson McCormick       | Dee Johnson                        |
| 171        | 14        | Zwischen den Fronten         | A Simple Twist of Fate        | 7. Feb. 2002         | 3. Dez. 2002                          | Christopher Chulack    | Jack Orman                         |
| 172        | 15        | Galgenfrist                  | It’s All in Your Head         | 28. Feb. 2002        | 10. Dez. 2002                         | Vondie Curtis-Hall     | R. Scott Gemmill                   |
| 173        | 16        | Geheimnisse und Lügen        | Secrets and Lies              | 7. März 2002         | 17. Dez. 2002                         | Richard Thorpe         | John Wells                         |
| 174        | 17        | Geborgte Zeit                | Bygones                       | 28. März 2002        | 7. Jan. 2003                          | Jessica Yu             | Elizabeth Hunter, Meredith Stiehm  |
| 175        | 18        | Am Himmel steht Orion        | Orion in the Sky              | 4. Apr. 2002         | 14. Jan. 2003                         | Jonathan Kaplan        | David Zabel                        |
| 176        | 19        | Brüder und Schwestern        | Brothers and Sisters          | 25. Apr. 2002        | 21. Jan. 2003                         | Nelson McCormick       | R. Scott Gemmill                   |
| 177        | 20        | Der Brief                    | The Letter                    | 2. Mai 2002          | 28. Jan. 2003                         | Jack Orman             | Jack Orman                         |
| 178        | 21        | Am Strand                    | On the Beach                  | 9. Mai 2002          | 4. Feb. 2003                          | John Wells             | John Wells                         |
| 179        | 22        | Unter Quarantäne             | Lockdown                      | 16. Mai 2002         | 11. Feb. 2003                         | Jonathan Kaplan        | Dee Johnson, Joe Sachs             |

## Staffel 9
| Nr. (ges.) | Nr. (St.) | Deutscher Titel                  | Originaltitel                 | Erstausstrahlung USA | Deutschsprachige Erstausstrahlung (D) | Regie                 | Drehbuch                       |
| ---------- | --------- | -------------------------------- | ----------------------------- | -------------------- | ------------------------------------- | --------------------- | ------------------------------ |
| 180        | 1         | Chaostheorie                     | Chaos Theory                  | 26. Sep. 2002        | 3. Sep. 2003                          | Jonathan Kaplan       | Jack Orman, R. Scott Gemmill   |
| 181        | 2         | Der zweite Tod                   | Dead Again                    | 3. Okt. 2002         | 10. Sep. 2003                         | Richard Thorpe        | Dee Johnson                    |
| 182        | 3         | Der Aufstand                     | Insurrection                  | 10. Okt. 2002        | 17. Sep. 2003                         | Charles Haid          | Yahlin Chang, Jack Orman       |
| 183        | 4         | Schlagabtausch                   | Walk Like A Man               | 17. Okt. 2002        | 24. Sep. 2003                         | Félix Enríquez Alcalá | David Zabel                    |
| 184        | 5         | Offene Wunden                    | A Hopeless Wound              | 31. Okt. 2002        | 1. Okt. 2003                          | Laura Innes           | Julie Hebert, Joe Sachs        |
| 185        | 6         | Die Hoffnung stirbt zuletzt      | One Can Only Hope             | 7. Nov. 2002         | 8. Okt. 2003                          | Jonathan Kaplan       | Bruce Miller                   |
| 186        | 7         | Innere Verletzungen              | Tell Me Where It Hurts        | 14. Nov. 2002        | 15. Okt. 2003                         | Richard Thorpe        | R. Scott Gemmill               |
| 187        | 8         | Weiß wie Schnee                  | First Snowfall                | 21. Nov. 2002        | 22. Okt. 2003                         | Jack Orman            | Jack Orman                     |
| 188        | 9         | Familienbande                    | Next of Kin                   | 5. Dez. 2002         | 29. Okt. 2003                         | Paul McCrane          | Dee Johnson                    |
| 189        | 10        | Im Nachhinein                    | Hindsight                     | 12. Dez. 2002        | 5. Nov. 2003                          | David Nutter          | David Zabel                    |
| 190        | 11        | Mit etwas Beistand               | A Little Help From My Friends | 9. Jan. 2003         | 12. Nov. 2003                         | Alan J. Levi          | Julie Hebert                   |
| 191        | 12        | Der Stadtheilige                 | A Saint in the City           | 16. Jan. 2003        | 26. Nov. 2003                         | Peggy Rajski          | Arthur Albert, Bruce Miller    |
| 192        | 13        | Keine gute Tat bleibt ungestraft | No Good Deed Goes Unpunished  | 30. Jan. 2003        | 17. Dez. 2003                         | Nelson McCormick      | R. Scott Gemmill               |
| 193        | 14        | Absturz                          | No Strings Attached           | 6. Feb. 2003         | 7. Jan. 2004                          | Jonathan Kaplan       | Dee Johnson                    |
| 194        | 15        | Der verlorene Sohn               | A Boy Falling Out of the Sky  | 13. Feb. 2003        | 14. Jan. 2004                         | Charles Haid          | R. Scott Gemmill, Yahlin Chang |
| 195        | 16        | Tausend Kraniche                 | A Thousand Cranes             | 20. Feb. 2003        | 21. Jan. 2004                         | Jonathan Kaplan       | David Zabel                    |
| 196        | 17        | Der Fürsprecher                  | The Advocate                  | 13. März 2003        | 28. Jan. 2004                         | Julie Hebert          | Joe Sachs                      |
| 197        | 18        | Fundsachen                       | Finders Keepers               | 3. Apr. 2003         | 4. Feb. 2004                          | TR Babu Subramaniam   | Dee Johnson                    |
| 198        | 19        | Veränderungen                    | Things Change                 | 24. Apr. 2003        | 11. Feb. 2004                         | Richard Thorpe        | R. Scott Gemmill               |
| 199        | 20        | Fremdbestimmt                    | Foreign Affairs               | 1. Mai 2003          | 18. Feb. 2004                         | Jonathan Kaplan       | David Zabel                    |
| 200        | 21        | Tag und Nacht                    | When Night Meets Day          | 8. Mai 2003          | 25. Feb. 2004                         | Jack Orman            | Jack Orman                     |
| 201        | 22        | Kisangani                        | Kisangani                     | 15. Mai 2003         | 3. März 2004                          | Christopher Chulack   | John Wells                     |

## Staffel 10
Handlungszusammenfassung: Die zehnte Staffel beginnt, als Dr. Carter von seinem Einsatz in einem kongolesischen Krankenhaus zurückkehrt. Seine in Afrika neu gewonnene Freundin Kem erleidet schließlich eine Totgeburt. Gerüchte über Kovačs Tod stellen sich als falsch heraus. Die neue Medizinstudentin Neela Rasgotra wird Dr. Gallant unterstellt. Abby Lockhart setzt ihr Medizinstudium fort. Dr. Romano hat Schwierigkeiten, sich an eine Armprothese zu gewöhnen, und stirbt bei einem erneuten Hubschrauberunfall, der am Krankenhausgebäude zudem beträchtliche Schäden verursacht. Dr. Corday beginnt eine Liebesbeziehung mit einem verheirateten Arzt. Lewis behandelt einen erblindenden Patienten. Weavers Lebensgefährtin bringt das gemeinsame Kind zur Welt und stirbt wenig später bei einem Unfall; es kommt zu einem Sorgerechtsstreit.
| Nr. (ges.) | Nr. (St.) | Deutscher Titel        | Originaltitel       | Erstausstrahlung USA | Deutschsprachige Erstausstrahlung (D) | Regie                 | Drehbuch         |
| ---------- | --------- | ---------------------- | ------------------- | -------------------- | ------------------------------------- | --------------------- | ---------------- |
| 202        | 1         | Was nun?               | Now What?           | 25. Sep. 2003        | 19. Okt. 2004                         | Jonathan Kaplan       | John Wells       |
| 203        | 2         | Der Priester           | The Lost            | 2. Okt. 2003         | 26. Okt. 2004                         | Christopher Chulack   | John Wells       |
| 204        | 3         | Liebe Abby             | Dear Abby           | 9. Okt. 2003         | 2. Nov. 2004                          | Christopher Chulack   | R. Scott Gemmill |
| 205        | 4         | Friedhofsschicht       | Shifts Happen       | 23. Okt. 2003        | 9. Nov. 2004                          | Julie Hebert          | Dee Johnson      |
| 206        | 5         | Jenseits von Afrika    | Out of Africa       | 30. Okt. 2003        | 16. Nov. 2004                         | Jonathan Kaplan       | David Zabel      |
| 207        | 6         | Der größere Nutzen     | The Greater Good    | 6. Nov. 2003         | 23. Nov. 2004                         | Richard Thorpe        | R. Scott Gemmill |
| 208        | 7         | Steuerschuld           | Death and Taxes     | 13. Nov. 2003        | 30. Nov. 2004                         | Félix Enríquez Alcalá | Dee Johnson      |
| 209        | 8         | Im freien Fall         | Freefall            | 20. Nov. 2003        | 7. Dez. 2004                          | Christopher Chulack   | Joe Sachs        |
| 210        | 9         | Vermisst               | Missing             | 4. Dez. 2003         | 21. Dez. 2004                         | Jonathan Kaplan       | David Zabel      |
| 211        | 10        | Makemba                | Makemba             | 11. Dez. 2003        | 28. Dez. 2004                         | Christopher Chulack   | John Wells       |
| 212        | 11        | Der Fehlgriff          | Touch and Go        | 8. Feb. 2004         | 4. Jan. 2005                          | Richard Thorpe        | Mark Morocco     |
| 213        | 12        | Am Anfang              | NICU                | 15. Feb. 2004        | 11. Jan. 2005                         | Laura Innes           | Lisa Zwerling    |
| 214        | 13        | Romanos Vermächtnis    | Get Carter          | 5. Feb. 2004         | 18. Jan. 2005                         | Lesli Linka Glatter   | R. Scott Gemmill |
| 215        | 14        | Kontrollverlust        | Impulse Control     | 12. Feb. 2004        | 8. Feb. 2005                          | Jonathan Kaplan       | Yahlin Chang     |
| 216        | 15        | Blutsverwandte         | Blood Relations     | 19. Feb. 2004        | 15. Feb. 2005                         | Nelson McCormick      | Dee Johnson      |
| 217        | 16        | Vergeben und vergessen | Forgive and Forget  | 26. Feb. 2004        | 22. Feb. 2005                         | Christopher Chulack   | Bruce Miller     |
| 218        | 17        | Die Praktikantin       | The Student         | 1. Apr. 2004         | 1. März 2005                          | Paul McCrane          | David Zabel      |
| 219        | 18        | Wo Rauch ist           | Where There’s Smoke | 8. Apr. 2004         | 8. März 2005                          | Tawnia McKiernan      | Jacy Young       |
| 220        | 19        | Medizin zum Anfassen   | Just a Touch        | 22. Apr. 2004        | 15. März 2005                         | Richard Thorpe        | R. Scott Gemmill |
| 221        | 20        | Abby Normal            | Abby Normal         | 29. Apr. 2004        | 15. März 2005                         | Jonathan Kaplan       | David Zabel      |
| 222        | 21        | Mitternacht            | Midnight            | 6. Mai 2004          | 22. März 2005                         | Julie Hebert          | John Wells       |
| 223        | 22        | Auf der Fahrt          | Drive               | 13. Mai 2004         | 22. März 2005                         | Jonathan Kaplan       | Dee Johnson      |

## Staffel 11
Handlungszusammenfassung: Die Handlung der elften Staffel schließt an das Finale der zehnten an, als Pratt in einen schweren Autounfall gerät, bei dem ein Mitfahrer stirbt. Chen kündigt ihre Arbeitsstelle, nachdem sie ihrem todkranken Vater auf dessen Wunsch hin Sterbehilfe leistet. Die Stelle als Leitender Assistenzarzt erhält Dr. Morris. Dr. Lockhart steht nach der Entführung durch eine Straßengang eine Zeit lang unter Schock. Dr. Corday führt illegal eine Transplantation durch und kehrt infolgedessen in ihre Heimat England zurück. Neela Rasgotra arbeitet mangels Alternativen in einem Supermarkt, bevor sie in die Notaufnahme zurückkehrt. Dr. Weaver lernt ihre leibliche Mutter kennen. Taggarts Sohn verursacht helle Aufregung. Krankenschwester Taggart und ihr Sohn ziehen in Kovačs Wohnung ein. Carter verliebt sich in eine Sozialarbeiterin; später beendet er seine Arbeit im County.
| Nr. (ges.) | Nr. (St.) | Deutscher Titel                     | Originaltitel                   | Erstausstrahlung USA | Deutschsprachige Erstausstrahlung (D) | Regie               | Drehbuch                      |
| ---------- | --------- | ----------------------------------- | ------------------------------- | -------------------- | ------------------------------------- | ------------------- | ----------------------------- |
| 224        | 1         | Am Abgrund                          | One for the Road                | 23. Sep. 2004        | 10. Jan. 2006                         | Christopher Chulack | Joe Sachs                     |
| 225        | 2         | Prügelkind                          | Damaged                         | 7. Okt. 2004         | 17. Jan. 2006                         | Paul McCrane        | David Zabel                   |
| 226        | 3         | Unabhängigkeitstag                  | Try Carter                      | 14. Okt. 2004        | 24. Jan. 2006                         | Jonathan Kaplan     | R. Scott Gemmill              |
| 227        | 4         | Angst                               | Fear                            | 21. Okt. 2004        | 31. Jan. 2006                         | Lesli Linka Glatter | Dee Johnson                   |
| 228        | 5         | Als Assistenzarzt durch die Galaxis | An Intern’s Guide to the Galaxy | 4. Nov. 2004         | 7. Feb. 2006                          | Arthur Albert       | Lisa Zwerling                 |
| 229        | 6         | Todesstunde                         | Time of Death                   | 11. Nov. 2004        | 14. Feb. 2006                         | Christopher Chulack | David Zabel                   |
| 230        | 7         | Ein Weißer, dunkelhaarig            | White Guy, Dark Hair            | 18. Nov. 2004        | 21. Feb. 2006                         | Nelson McCormick    | Lydia Woodward                |
| 231        | 8         | Ein Schuss im Dunkeln               | A Shot in the Dark              | 2. Dez. 2004         | 28. Feb. 2006                         | Jonathan Kaplan     | Joe Sachs                     |
| 232        | 9         | Stille Nacht                        | Twas the Night                  | 9. Dez. 2004         | 7. März 2006                          | Julie Hebert        | Julie Hebert                  |
| 233        | 10        | Unter die Haut                      | Skin                            | 13. Jan. 2005        | 14. März 2006                         | Stephen Cragg       | Dee Johnson                   |
| 234        | 11        | Berührungspunkte                    | Only Connect                    | 20. Jan. 2005        | 21. März 2006                         | Jonathan Kaplan     | Yahlin Chang                  |
| 235        | 12        | Nebenwirkungen                      | The Providers                   | 27. Jan. 2005        | 28. März 2006                         | Christopher Chulack | David Zabel                   |
| 236        | 13        | Zwischen den Stühlen                | Middleman                       | 3. Feb. 2005         | 4. Apr. 2006                          | Ernest Dickerson    | Lisa Zwerling                 |
| 237        | 14        | Ich bin wie ich bin                 | Just As I Am                    | 10. Feb. 2005        | 11. Apr. 2006                         | Richard Thorpe      | Lydia Woodward                |
| 238        | 15        | Allein unter vielen                 | Alone in a Crowd                | 17. Feb. 2005        | 18. Apr. 2006                         | Jonathan Kaplan     | Dee Johnson                   |
| 239        | 16        | Hier und dort                       | Here and There                  | 24. Feb. 2005        | 25. Apr. 2006                         | Christopher Chulack | David Zabel                   |
| 240        | 17        | Zurück im Leben                     | Back in the World               | 24. März 2005        | 2. Mai 2006                           | Jonathan Kaplan     | David Zabel, Lisa Zwerling    |
| 241        | 18        | Rettung wird abgelehnt              | Refusal of Care                 | 21. Apr. 2005        | 9. Mai 2006                           | Gloria Muzio        | Joe Sachs                     |
| 242        | 19        | Nennen Sie mich Ruby                | Ruby Redux                      | 28. Apr. 2005        | 16. Mai 2006                          | Paul McCrane        | Lisa Zwerling, Lydia Woodward |
| 243        | 20        | Positionen                          | You Are Here                    | 5. Mai 2005          | 16. Mai 2006                          | Ernest Dickerson    | Karen Maser, Dee Johnson      |
| 244        | 21        | Carter est amoureux                 | Carter est Amoureux             | 12. Mai 2005         | 23. Mai 2006                          | Christopher Chulack | John Wells                    |
| 245        | 22        | The Show Must Go On                 | The Show Must Go On             | 19. Mai 2005         | 23. Mai 2006                          | John Wells          | David Zabel                   |

## Staffel 12
Handlungszusammenfassung: Zu Beginn der zwölften Staffel beendet Taggart ihre Liebesbeziehung mit Kovač, der wenig später Lockhart näher kommt. Eine neue Oberschwester belastet Teile des Personals mit organisatorischen Veränderungen: Unter anderem wird Taggart befördert und eine langgediente Schwester entlassen. Pratt lernt seinen bislang fremden Vater kennen; er reist in das afrikanische Darfur, um in einem Flüchtlingscamp gemeinsam mit Dr. Carter Hilfe zu leisten. Nachdem Lewis ohne Verabschiedung ihre Arbeitsstelle gekündigt hat, um als Dozentin an einer Universität zu lehren, verursacht ihr Nachfolger, Dr. Victor Clemente, nach einem amüsanten Einstieg Meinungsverschiedenheiten. Personalchefin Weaver muss sich nach einem Sturz mit einer Operation auseinandersetzen. Dr. Barnett gerät nach einer Liebesbeziehung mit einer Minderjährigen in Probleme. Neela Rasgotra heiratet den im Irak stationierten Dr. Gallant, der dort schließlich durch eine Explosion stirbt.
| Nr. (ges.) | Nr. (St.) | Deutscher Titel              | Originaltitel                          | Erstausstrahlung USA | Deutschsprachige Erstausstrahlung (D) | Regie               | Drehbuch                             |
| ---------- | --------- | ---------------------------- | -------------------------------------- | -------------------- | ------------------------------------- | ------------------- | ------------------------------------ |
| 246        | 1         | Cañon City                   | Cañon City                             | 22. Sep. 2005        | 30. Mai 2006                          | Christopher Chulack | Lisa Zwerling, John Wells, Joe Sachs |
| 247        | 2         | Niemandskind                 | Nobody’s Baby                          | 29. Sep. 2005        | 30. Mai 2006                          | Laura Innes         | R. Scott Gemmill                     |
| 248        | 3         | Mann ohne Namen              | Man With No Name                       | 6. Okt. 2005         | 6. Juni 2006                          | Christopher Chulack | David Zabel                          |
| 249        | 4         | Großer Mann Im Gewitter      | Blame It On The Rain                   | 13. Okt. 2005        | 6. Juni 2006                          | Paul McCrane        | R. Scott Gemmill                     |
| 250        | 5         | Aufwachen                    | Wake Up                                | 20. Okt. 2005        | 13. Juni 2006                         | Arthur Albert       | Janine Sherman Barrois               |
| 251        | 6         | Affentheater                 | Dream House                            | 3. Nov. 2005         | 13. Juni 2006                         | Stephen Cragg       | David Zabel                          |
| 252        | 7         | Der menschliche Schutzschild | The Human Shield                       | 10. Nov. 2005        | 20. Juni 2006                         | Laura Innes         | R. Scott Gemmill                     |
| 253        | 8         | Zusammenstoß                 | Two Ships                              | 17. Nov. 2005        | 20. Juni 2006                         | Christopher Chulack | Joe Sachs, Virgil Williams           |
| 254        | 9         | Ja, ich will                 | I Do                                   | 1. Dez. 2005         | 27. Juni 2006                         | Gloria Muzio        | Lydia Woodward                       |
| 255        | 10        | Friede auf Erden             | All About Christmas Eve                | 8. Dez. 2005         | 27. Juni 2006                         | Lesli Linka Glatter | Janine Sherman Barrois               |
| 256        | 11        | Wann, wenn nicht jetzt       | If Not Now                             | 5. Jan. 2006         | 18. Juli 2006                         | John Gallagher      | David Zabel                          |
| 257        | 12        | Einsame Entscheidungen       | Split Decisions                        | 12. Jan. 2006        | 18. Juli 2006                         | Richard Thorpe      | R. Scott Gemmill                     |
| 258        | 13        | Leib und Seele               | Body and Soul                          | 2. Feb. 2006         | 25. Juli 2006                         | Paul McCrane        | Joe Sachs                            |
| 259        | 14        | Quintessenz des Staubs       | Quintessence of Dust                   | 9. Feb. 2006         | 25. Juli 2006                         | Joanna Kerns        | Lisa Zwerling, David Zabel           |
| 260        | 15        | Darfur                       | Darfur                                 | 2. März 2006         | 1. Aug. 2006                          | Richard Thorpe      | Janine Sherman Barrois               |
| 261        | 16        | Auf wackligen Beinen         | Out on a Limb                          | 16. März 2006        | 1. Aug. 2006                          | Lesli Linka Glatter | Karen Maser                          |
| 262        | 17        | Fremde Heimat                | Lost In America                        | 23. März 2006        | 8. Aug. 2006                          | Stephen Cragg       | Lisa Zwerling                        |
| 263        | 18        | Lebensgefährten              | Strange Bedfellows                     | 30. März 2006        | 8. Aug. 2006                          | Laura Innes         | Virgil Williams                      |
| 264        | 19        | Kein Entkommen               | No Place to Hide                       | 27. Apr. 2006        | 15. Aug. 2006                         | Skipp Sudduth       | Lydia Woodward                       |
| 265        | 20        | Hier gibt es keine Engel     | There Are No Angels Here               | 4. Mai 2006          | 15. Aug. 2006                         | Christopher Chulack | R. Scott Gemmill, David Zabel        |
| 266        | 21        | Von Helden und Gefallenen    | The Gallant Hero and The Tragic Victor | 11. Mai 2006         | 22. Aug. 2006                         | Steve Shill         | R. Scott Gemmill                     |
| 267        | 22        | 21 Schüsse                   | Twenty-One Guns                        | 18. Mai 2006         | 22. Aug. 2006                         | Nelson McCormick    | David Zabel                          |

## Staffel 13
Handlungszusammenfassung: Den Auftakt zur 13. Staffel bildet ein Fluchtversuch zweier Häftlinge (unter anderem ihr Exmann) aus der Notaufnahme, bei dem Taggart und ihr Sohn vorübergehend in Geiselhaft geraten. Morris und Kovač erhalten neue Funktionen. Neela absolviert eine Weiterbildung in der Chirurgie. Weaver wird degradiert und kündigt später. Sie tritt eine Stelle beim Fernsehen an. Der neue Assistenzarzt Tony Gates verhält sich bei Patientenbehandlungen eigenmächtig und versucht zudem, sich zugunsten Dr. Rasgotras von seiner Lebensgefährtin zu trennen, woraufhin sich diese das Leben nimmt. Lockhart, kürzlich Mutter eines Sohnes geworden, und Kovač werden durch den rachsüchtigen Patienten Ames verfolgt und bedroht. Barnett verunglückt schwer. Nach seiner Vermählung mit Lockhart und seinem Rücktritt als Notaufnahmeleiter begibt sich Kovač in seine kroatische Heimat. Kovačs Funktion übernimmt daraufhin der Arzt Dr. Moretti.
| Nr. (ges.) | Nr. (St.) | Deutscher Titel                  | Originaltitel            | Erstausstrahlung USA | Deutschsprachige Erstausstrahlung (D) | Regie                | Drehbuch                              |
| ---------- | --------- | -------------------------------- | ------------------------ | -------------------- | ------------------------------------- | -------------------- | ------------------------------------- |
| 268        | 1         | Blutspur                         | Bloodline                | 21. Sep. 2006        | 4. Apr. 2007                          | Stephen Cragg        | Joe Sachs, David Zabel                |
| 269        | 2         | Reifeprüfung                     | Graduation Day           | 28. Sep. 2006        | 11. Apr. 2007                         | Joanna Kerns         | Janine Sherman Barrois, Lisa Zwerling |
| 270        | 3         | Wer sehnt sich nicht nach Liebe? | Somebody to Love         | 5. Okt. 2006         | 18. Apr. 2007                         | Stephen Cragg        | David Zabel                           |
| 271        | 4         | Kinderspiel                      | Parenthood               | 12. Okt. 2006        | 25. Apr. 2007                         | Tawnia McKiernan     | R. Scott Gemmill                      |
| 272        | 5         | Ames gegen Kovac                 | Ames v. Kovac            | 19. Okt. 2006        | 2. Mai 2007                           | Richard Thorpe       | Joe Sachs                             |
| 273        | 6         | Herzflimmern                     | Heart of the Matter      | 2. Nov. 2006         | 9. Mai 2007                           | Andrew Bernstein     | Janine Sherman Barrois                |
| 274        | 7         | Puzzlespiel                      | Jigsaw                   | 9. Nov. 2006         | 16. Mai 2007                          | John Wells           | Virgil Williams                       |
| 275        | 8         | Woran glauben wir                | Reason to Believe        | 16. Nov. 2006        | 23. Mai 2007                          | Ernest Dickerson     | R. Scott Gemmill, David Zabel         |
| 276        | 9         | Kritisches Stadium               | Scoop and Run            | 23. Nov. 2006        | 30. Mai 2007                          | Stephen Cragg        | Lisa Zwerling                         |
| 277        | 10        | Unbequeme Wahrheiten             | Tell Me No Secrets…      | 30. Nov. 2006        | 6. Juni 2007                          | Laura Innes          | Karen Maser                           |
| 278        | 11        | Fest der Liebe                   | City of Mercy            | 7. Dez. 2006         | 13. Juni 2007                         | Stephen Cragg        | David Zabel, Lisa Zwerling            |
| 279        | 12        | Vertrauensbruch                  | Breach of Trust          | 4. Jan. 2007         | 20. Juni 2007                         | Skipp Sudduth        | Janine Sherman Barrois                |
| 280        | 13        | Grabenkämpfe                     | A House Divided          | 11. Jan. 2007        | 27. Juni 2007                         | Andrew Bernstein     | R. Scott Gemmill                      |
| 281        | 14        | Heimsuchung                      | Murmurs of the Heart     | 1. Feb. 2007         | 4. Juli 2007                          | Christopher Chulack  | David Zabel                           |
| 282        | 15        | Sterben ist leicht               | Dying is Easy            | 8. Feb. 2007         | 11. Juli 2007                         | Tawnia McKiernan     | Janine Sherman Barrois                |
| 283        | 16        | Gewissenskonflikte               | Crisis of Conscience     | 15. Feb. 2007        | 18. Juli 2007                         | Steve Shill          | Lisa Zwerling                         |
| 284        | 17        | Familiensache                    | From Here to Paternity   | 22. Feb. 2007        | 25. Juli 2007                         | Lesli Linka Glatter  | Virgil Williams                       |
| 285        | 18        | Momentaufnahmen                  | Photographs and Memories | 12. Apr. 2007        | 1. Aug. 2007                          | Stephen Cragg        | Karen Maser                           |
| 286        | 19        | Vater und Sohn                   | Family Business          | 19. Apr. 2007        | 8. Aug. 2007                          | Richard Thorpe       | Joe Sachs                             |
| 287        | 20        | Licht aus                        | Lights Out               | 26. Apr. 2007        | 15. Aug. 2007                         | Terrence Nightingall | Janine Sherman Barrois                |
| 288        | 21        | Ehrenwort                        | I Don’t                  | 3. Mai 2007          | 22. Aug. 2007                         | Andrew Bernstein     | David Zabel                           |
| 289        | 22        | Nichts bleibt wie es ist         | Sea Change               | 10. Mai 2007         | 29. Aug. 2007                         | Laura Innes          | Lisa Zwerling                         |
| 290        | 23        | Ende der Flitterwochen           | The Honeymoon Is Over    | 17. Mai 2007         | 29. Aug. 2007                         | Christopher Chulack  | R. Scott Gemmill, David Zabel         |

## Staffel 14
Handlungszusammenfassung: Zu Beginn der 14. Staffel kämpfen die Ärzte um Neelas Leben; sie wurde bei einer Demonstration verletzt. Abby bereitet Lukas Aufenthalt in Kroatien zunehmend Sorgen. Nachdem ihr Sohn verletzt eingeliefert worden ist, kann sie dem Alkohol nicht widerstehen und verbringt eine Nacht mit Dr. Moretti. Später bittet sie ihren Ehemann um Hilfe und lässt sich in eine Entzugsklinik einweisen. Außerdem fasst sie den Entschluss, Oberärztin zu werden. Dr. Gates legt sich wiederholt mit Vorgesetzten an und wird dadurch vorübergehend auf die Intensivstation abgeschoben, wo er sich mit einem todkranken Jungen anfreundet. Zudem kämpft er weiterhin um das Sorgerecht für seine Stieftochter. Sam fühlt sich als Krankenschwester unterfordert und überlegt, Rettungssanitäterin zu werden. Dr. Pratt wird zweimal bei der Ernennung zum Notaufnahmeleiter übergangen und möchte deshalb das County so schnell wie möglich verlassen. Er kümmert sich weiter um seine krebskranke Freundin.
| Nr. (ges.) | Nr. (St.) | Deutscher Titel          | Originaltitel            | Erstausstrahlung USA | Deutschsprachige Erstausstrahlung (D) | Regie                 | Drehbuch                                      |
| ---------- | --------- | ------------------------ | ------------------------ | -------------------- | ------------------------------------- | --------------------- | --------------------------------------------- |
| 291        | 1         | Panik                    | The War Comes Home       | 27. Sep. 2007        | 23. Apr. 2008                         | Stephen Cragg         | David Zabel, Joe Sachs                        |
| 292        | 2         | In einem anderen Licht   | In a Different Light     | 4. Okt. 2007         | 30. Apr. 2008                         | Richard Thorpe        | Lisa Zwerling, Karen Maser                    |
| 293        | 3         | Diensteifer              | Officer Down             | 11. Okt. 2007        | 7. Mai 2008                           | Christopher Chulack   | Janine Sherman Barrois                        |
| 294        | 4         | Ganz unten               | Gravity                  | 18. Okt. 2007        | 14. Mai 2008                          | Stephen Cragg         | Virgil Williams                               |
| 295        | 5         | Abstinenz                | Under the Influence      | 25. Okt. 2007        | 21. Mai 2008                          | Anthony Hemingway     | Joe Sachs                                     |
| 296        | 6         | Prüfungen                | The Test                 | 1. Nov. 2007         | 28. Mai 2008                          | Félix Enríquez Alcalá | Lisa Zwerling                                 |
| 297        | 7         | Blackout                 | Blackout                 | 8. Nov. 2007         | 4. Juni 2008                          | Christopher Chulack   | David Zabel                                   |
| 298        | 8         | Wieder zurück            | Coming Home              | 15. Nov. 2007        | 11. Juni 2008                         | Laura Innes           | David Zabel                                   |
| 299        | 9         | Täter und Opfer          | Skye’s the Limit         | 29. Nov. 2007        | 18. Juni 2008                         | Paul McCrane          | Karen Maser                                   |
| 300        | 10        | 300 Patienten            | 300 Patients             | 6. Dez. 2007         | 25. Juni 2008                         | John Wells            | David Zabel, Joe Sachs                        |
| 301        | 11        | Status Quo               | Status Quo               | 3. Jan. 2008         | 2. Juli 2008                          | Andrew Bernstein      | Janine Sherman Barrois                        |
| 302        | 12        | Das Unglaubliche glauben | Believe the Unseen       | 10. Jan. 2008        | 9. Juli 2008                          | Rob Hardy             | Virgil Williams                               |
| 303        | 13        | Sühne                    | Atonement                | 17. Jan. 2008        | 16. Juli 2008                         | Stephen Cragg         | Lisa Zwerling                                 |
| 304        | 14        | Gebrochenes Herz         | Owner of a Broken Heart  | 10. Apr. 2008        | 23. Juli 2008                         | Christopher Chulack   | David Zabel, Joe Sachs                        |
| 305        | 15        | Rosen für Sam            | …As the Day She Was Born | 17. Apr. 2008        | 30. Juli 2008                         | Tawnia McKiernan      | Shannon Goss                                  |
| 306        | 16        | Mein wahres Ich          | Truth Will Out           | 24. Apr. 2008        | 6. Aug. 2008                          | Andrew Bernstein      | Karen Maser, Lisa Zwerling, Idee: Karen Maser |
| 307        | 17        | Mit Gewalt               | Under Pressure           | 1. Mai 2008          | 13. Aug. 2008                         | Stephen Cragg         | Janine Sherman Barrois                        |
| 308        | 18        | Gute Zusammenarbeit      | Tandem Repeats           | 8. Mai 2008          | 20. Aug. 2008                         | Anthony Hemingway     | Virgil Williams                               |
| 309        | 19        | Ein neues Leben          | The Chicago Way          | 15. Mai 2008         | 27. Aug. 2008                         | Christopher Chulack   | David Zabel, Lisa Zwerling                    |

## Staffel 15
Handlungszusammenfassung: Die 15. Staffel beginnt mit dem Tod Dr. Pratts infolge einer Explosion; die ursprünglich für ihn vorgesehene Stelle als Notaufnahmeleiter erhält die neue Ärztin Dr. Banfield, deren erster Arbeitstag zugleich der letzte für Dr. Lockhart ist. Im weiteren Verlauf werden Banfields Versuche thematisiert, noch ein eigenes Kind zu bekommen. Die Liebesbeziehung von Dr. Morris mit einer Undercover-Polizistin entwickelt sich positiv, während die von Taggart und Dr. Gates nach einem Vorfall mit ihrem Sohn Alex zerbricht. Thematisiert wird zudem die Beziehung zwischen Dr. Rasgotra und Dr. Brenner sowie dessen Vergewaltigung im Kindesalter; Rasgotra kündigt schließlich und verlässt das County General. Thema ist auch die Rückkehr des langjährigen Notaufnahmearztes Dr. Carter zur Eröffnung seines Gesundheitszentrums sowie dessen Nierentransplantation.
| Nr. (ges.) | Nr. (St.) | Deutscher Titel                   | Originaltitel              | Erstausstrahlung USA | Deutschsprachige Erstausstrahlung (D) | Regie               | Drehbuch                   |
| ---------- | --------- | --------------------------------- | -------------------------- | -------------------- | ------------------------------------- | ------------------- | -------------------------- |
| 310        | 1         | Leben nach dem Tod                | Life After Death           | 25. Sep. 2008        | 18. März 2009                         | Christopher Misiano | Joe Sachs                  |
| 311        | 2         | Ein ganz normaler Donnerstag      | Another Thursday at County | 9. Okt. 2008         | 25. März 2009                         | Paul McCrane        | Lisa Zwerling              |
| 312        | 3         | Das Buch Abby                     | The Book Of Abby           | 16. Okt. 2008        | 1. Apr. 2009                          | Christopher Chulack | David Zabel                |
| 313        | 4         | Nur ein kleines Mädchen           | Parental Guidance          | 23. Okt. 2008        | 8. Apr. 2009                          | John Gallagher      | Janine Sherman Barrois     |
| 314        | 5         | Geister der Vergangenheit         | Haunted                    | 30. Okt. 2008        | 15. Apr. 2009                         | Christopher Chulack | Karen Maser                |
| 315        | 6         | Bruderliebe                       | Oh, Brother                | 6. Nov. 2008         | 22. Apr. 2009                         | Stephen Cragg       | Virgil Williams            |
| 316        | 7         | Arzt, heile Dich selbst           | Heal Thyself               | 13. Nov. 2008        | 29. Apr. 2009                         | David Zabel         | David Zabel                |
| 317        | 8         | Das Alter der Unschuld            | Age of Innocence           | 20. Nov. 2008        | 6. Mai 2009                           | Paul McCrane        | Janine Sherman Barrois     |
| 318        | 9         | Schneetreiben                     | Let it Snow                | 4. Dez. 2008         | 13. Mai 2009                          | Charles Haid        | Joe Sachs                  |
| 319        | 10        | Geschenke                         | The High Holiday           | 11. Dez. 2008        | 20. Mai 2009                          | Lesli Linka Glatter | Shannon Goss               |
| 320        | 11        | Neue Wege                         | Separation Anxiety         | 8. Jan. 2009         | 27. Mai 2009                          | Terence Nightingall | Virgil Williams            |
| 321        | 12        | Im Schlaf                         | Dream Runner               | 15. Jan. 2009        | 3. Juni 2009                          | Andrew Bernstein    | Lisa Zwerling              |
| 322        | 13        | Schlechte Chancen                 | Love Is A Battlefield      | 22. Jan. 2009        | 10. Juni 2009                         | Richard Thorpe      | Karen Maser                |
| 323        | 14        | Am Ende einer langen Reise        | A Long, Strange Trip       | 5. Feb. 2009         | 17. Juni 2009                         | Mimi Leder          | Joe Sachs                  |
| 324        | 15        | Der Mann in der Familie           | The Family Man             | 12. Feb. 2009        | 1. Juli 2009                          | Eriq La Salle       | Andrew Fash                |
| 325        | 16        | Der Anfang vom Ende               | The Beginning of the End   | 19. Feb. 2009        | 8. Juli 2009                          | Jonathan Kaplan     | David Zabel, Lisa Zwerling |
| 326        | 17        | T Minus 6                         | T-Minus-6                  | 26. Feb. 2009        | 15. Juli 2009                         | Rod Holcomb         | David Zabel, Lisa Zwerling |
| 327        | 18        | Was wir tun                       | What We Do                 | 5. März 2009         | 22. Juli 2009                         | David Zabel         | David Zabel                |
| 328        | 19        | Alte Zeiten                       | Old Times                  | 12. März 2009        | 29. Juli 2009                         | John Wells          | John Wells                 |
| 329        | 20        | Das Gleichgewicht verschiebt sich | Shifting Equilibrium       | 19. März 2009        | 5. Aug. 2009                          | Andrew Bernstein    | Lisa Zwerling              |
| 330        | 21        | Herzensangelegenheiten            | I Feel Good                | 26. März 2009        | 12. Aug. 2009                         | Stephen Cragg       | Joe Sachs                  |
| 331        | 22        | Zu guter Letzt…                   | And in the End…            | 2. Apr. 2009         | 19. Aug. 2009                         | Rod Holcomb         | John Wells                 |